# Nattapon Thaptanon
Nattapon Thaptanon (thailändisch ณัฐพงษ์ ทับถนน, * 15. November 1997 in Ubon Ratchathani), auch bekannt als The Ball, ist ein thailändischer Fußballspieler.

## Karriere
Nattapon Thaptanon spielte bis Mitte 2018 bei Ubon UMT United in Ubon Ratchathani. In der Saison 2017/18 bestritt er für Ubon drei Erstligaspiele. Im Mai 2018 wechselte er zum Ubon Ratchathani FC. Der Verein spielte in der dritten Liga, der Upper Region der dritten Liga. Für Ubon absolvierte er 14 Drittligaspiele. 2020 wechselte er nach Khon Kaen zum Zweitligaaufsteiger Khon Kaen United FC. Sein Zweitligadebüt gab er am 4. Spieltag am 29. Februar 2020 im Spiel gegen den Chiangmai FC. Hier wurde er in der 78. Minute für den Spanier David Cuerva eingewechselt. In der Saison 2020/21 wurde er mit Khon Kaen Tabellenvierter und qualifizierte sich für die Aufstiegsspiele zur zweiten Liga. Hier konnte man sich im Endspiel gegen den Nakhon Pathom United FC durchsetzen und stieg somit in die zweite Liga auf. Von Juli 2021 bis Mitte Dezember 2021 wurde er von Khon Kaen an den Drittligisten Ubon Kruanapat FC ausgeliehen. Mit dem Verein aus Ubon Ratchathani spielte er elfmal in der North/Eastern Region der Liga. Hierbei erzielte er sechs Treffer. Nach der Ausleihe kehrte er nach Khon Kaen zurück. Hier wurde sein Vertrag jedoch nicht verlängert. Mitte Dezember 2021 unterschrieb er einen Vertrag bis Saisonende beim Drittligisten Muang Loei United FC. Mit dem Klub aus Loei spielte er in der North/Eastern Region der Liga. Am Ende der Saison wurde er mit Loei Vizemeister der Liga. In den Aufstiegsspielen zur zweiten Liga konnte man sich nicht durchsetzen. Zu Beginn der Saison 2022/23 verpflichtete ihn Ligakonkurrent Mahasarakham FC. Mit dem Verein aus Maha Sarakham feierte er am Ende der Saison die Meisterschaft der North/Eastern Region und qualifizierte sich wieder für die Aufstiegsspiele zur zweiten Liga. Hier konnte man sich jedoch nicht durchsetzen. Die Saison 2023/24 wurde man Vizemeister der Region. In den Aufstiegsspielen konnte man sich durchsetzen und stieg in die zweite Liga auf. Nach insgesamt 68 Ligaspielen, in denen er 21 Treffer erzielte, wurde sein Vertrag im Dezember 2024 nicht verlängert. Im Januar 2025 nahm ihn der Drittligist Roi Et PB United FC unter Vertrag. Mit dem Verein spielste er zehnmal in der  North/Eastern Region der Liga. Im August 2025 wechselte er wieder in zweite Liga. Hier schloss er sich in der Hauptstadt Bangkok dem Kasetsart FC an.

## Erfolge
Mahasarakham FC
- Thai League 3 – North/East: 2022/23